# Proxima (empresa)
Proxima es una empresa ferroviaria francesa .

## Historia
Lanzada oficialmente el 6 de junio de 2024, Proxima está creada por profesionales del sector ferroviario. Estaba entonces bajo la dirección de la antigua directora de SNCF Voyageurs, Rachel Picard. Su ambición es competir con la SNCF en la costa atlántica francesa.
En junio de 2024, la empresa recaudará 1 milliard de euros.
En octubre de 2024, realizó un pedido en firme a Alstom de 12 trenes de alta velocidad Avelia Horizon por un coste total de 850 millions de euros, que deberían entregarse en 2028.

## Servicios
Proxima prevé hacer circular sus trenes por la costa atlántica, entre París y Rennes, Quimper, Nantes (vía Angers ) y Burdeos  No se espera que el servicio comience antes de 2028, fecha de entrega prevista de los trenes Avélia Horizon 

### Artículos relacionados
- Kevin Speed
- Le Train (empresa)
- Portal:Ferrocarril. Contenido relacionado con Empresa.

- Datos: Q130755158